# 聽聲運動
聽聲運動（英語：Hearing Voices Movement）倡導聽聲者能夠聽到身旁者聽不到的聲音，是有意義且可以被理解的人類變異性，可以成為人類體驗的正常部分。也是理解聽聲者的另一種方式，對人們具有多種意義。該運動使用“聽聲”一詞，取代醫學專業文獻中慣用的“幻聽”，因為相信這是一個更準確和友善的用語。
聽聲運動是一種社會運動，它挑戰了聽聲者聽到獨有的聲音必然是心裡疾病特徵的觀念。取而代之的是，它將聽到的聲音視為一種有意義且可以理解的，雖然不是尋常的人類變異。因此，它拒絕對聽聲者的污名化和病態化，並倡導人權、社會正義，同時以賦權和康復為重點來支持聽聲者。 以此方式，該運動挑戰了精神疾病的醫學模型，特別是思覺失調症結構的有效性。

## 聽聲
聽聲（英語：Hearing Voices），指的是聽聲者聽到身旁者聽不到的聲音的一種現象。聽聲是一種相對普遍的人類體驗，3-10% 的人口在他們的一生中會聽到一個或多個聲音，聽聲並不意味著一個人患有嚴重的精神疾病。

### 聲音的來源
聽聲的原因有很多，可以有許多不同的解釋，以下是其中一些：
- 靈性體驗 – 與逝世的至親、祖先、神、鬼、惡魔、外星人或其他超自然存在交流。
- 腦控 – 受到惡意的政府、機構、壞人或外星人[9]，使用腦控武器攻擊的受害者[10][11][12]。
- 病毒 – 新冠肺炎染疫傷腦，出現聽聲等症狀[13]。
- 身體疾病或傷害 – 例如帕金森氏症、癲癇症、高燒、頭部受傷...等有關。
- 飢餓 – 久不進食，可能會产生幻听反應。
- 睡眠不足 – 長時間失眠可能會導致無法按常理解釋的感官體驗。
- 壓力或煩惱 – 對困難或壓倒性情緒的反應，例如悲傷、憤怒...等。
- 虐待或欺凌 – 應對創傷和逆境的反應，包括社會隔離[14]、虐待兒童[15]、種族主義和貧困...等。
- 藥物 – 某些處方藥的副作用或是服用／戒斷毒品，可能會出現聽聲反應。
- 心裡健康 – 可能被診斷為是心裡健康問題的部分症狀，包括思覺失調症、雙相情緒障礙症、強迫症、創傷後壓力症、憂鬱症、解離性身份障礙症...等。
- 遺傳 – 家族有受苦的聽聲者，親等越近受惡意聲音攻擊的機會越大[16]。

### 聽聲的多樣性
聽聲者對於聲音的體驗是多樣性的，例如：
- 語言性：如人的說話聲
  - 善意 
    - 正向指引 – 如上帝對甘地的引導話語[17]。
    - 支持與幫助 – 如鼓勵與讚美。
    - 分享 – 如提供各類型的知識。

  - 惡意/可怕
    - 評論 – 多是負面的批評、羞辱、諷刺、責罵或是誣陷。
    - 命令 – 要求去做危險的事情，如打人、自傷或拒絕進食。
    - 爭吵 – 聽到兩個或更多的聲音在爭吵或打架。
- 元素性
  - 人的動作聲 – 敲門、走路、爬樓梯...等。
  - 其他聲音 – 音樂聲、鳥語、狗叫、流水聲...等。
- 多樣性
  - 只有一個或一種聲音。
  - 多個或多種聲音混合。
- 來源
  - 外在 – 聲音是透過他的耳朵聽來的，聲音是來自外界。
  - 內在 – 聲音存在於腦中或身體內，不是從外面聽來的。

### 有機會復元，走出新生活
研究表明，我們必須接受聲音的存在，而且我們還必須接受我們無法改變聲音的事實，聽聲無法治愈，只能應對。已知有機會復元，走出新生活的方法，如：
- 自我照顧：
  - 多運動。走路、氣功、太極拳、瑜珈...等運動有助於心理健康。[19]
  - 減少糖和咖啡因。避免影響自我的情緒與聲音。
  - 呼吸冥想。對聲音和思想採取不帶偏見的態度，有助於內心平靜。
  - 健康飲食。多吃原型食物、多吃蔬菜、不喝酒，減少身體負擔。
  - 支持網絡。參加社區或網路團體，與其他聽聲者互動，聽聽別人的聽聲體驗，或是分享自己的聽聲故事。[20][21]

- 心理治療：如心理諮商[22]、認知行為療法[23]、藝術治療[24]、開放式對話（英语：Open Dialogue）[25]、接近聽聲（英語：Hearing Voices Approach）[18]...等。

- 處方藥：尋求醫療機構的協助。吃藥有機會緩解令人難以承受的聲音，所帶來的痛苦與影響生活的現象。

## 聽聲者
凡是能夠聽到身旁者聽不到的聲音、看到身旁者看不到的影像或是可以感受到不尋常的感官知覺的人，稱之為聽聲者（The Voice-Hearer）。聽聲者不是指任何個人，而是指一個形象、符號或身份類別。

### 聽聲者命名、源起與文化
自從有了精神病學教科書，聽到身旁者聽不到的聲音就被列為思覺失調症的症狀，同時也成為瘋狂的標誌。但是聽到神靈、祖先和靈魂的聲音，一直是神祇或超自然、神聖存在聯繫人的方式，早就是世界上許多宗教的核心文化之一。另外，根據朱利安·傑恩斯的《二分心智的崩塌：人類意識的起源》( 1976年 )的推論，距今三千年以上，地中海青銅文明以前的時代，人類的正常心靈就曾經以類似聽聲者的方式普遍存在。
聽聲者這個名詞在1987年被開始使用。是歷史上的一個轉折點。當年Patsy Hague最終說服她的精神科醫生Marius Romme接受聲音是真實的，並理解她的聲音。
2013年心理健康辭典（the mental health lexicon）引入聽聲者（The Voice-Hearer）成為新術語。

### 知名的聽聲者
歷史上有名的聽聲者至少包括：蘇格拉底、摩西、Margery_Kempe、聖女貞德、維吉尼亞·吳爾芙和甘地，同時他們的聽聲經驗與精神啟蒙、聖潔、創造力、哲學洞察力、瘋狂和疾病都密切相關。

### 使用聽聲者敘述的價值與意義
使用聽聲者這個新的敘述替代思覺失調症的意義，至少包括：
- 聽聲是一種有意義的體驗。它不是潛在疾病或疾病的無意義症狀，而是一個人身份的關鍵部分。
- 顛倒了病人和精神科醫生之間的傳統關係。Patsy拒絕接受Romme無法接受她的聲音，是她教育他賦予她的聲音經歷該有的意義和尊重。
- 聽聲者這個名詞很大程度可以說是從拒絕思覺失調症這個身份出現的。因為思覺失調症這個標籤，被廣泛認為是一個人最容易被污名化的身份之一。[34]

## 發展史
聽聲運動由Marius Romme、Sandra Escher和Patsy Hage於1987年發起。同時，第一個支持團體也於1987年出現在荷蘭，然後從1990年開始傳播到英語國家( 英國、澳大利亞、加拿大、美國 )，然後在歐洲與世界其他地方廣為人知。

在華人地區香港聽聲運動始於2014年，並成立聽聲小組。台灣的聽聲運動組織則於2022年開始倡議使用「聽聲」取代「幻聽」，避免污名化，造成二次傷害。

## 定位
聽聲運動的定位可以概括如下：
- 聽到身旁者聽不到的聲音本身，並不是心理疾病的徵兆。
- 能夠聽到獨有的聲音是人類變異性的一部分，它是一種普遍而重要的能力( 3-10% 的人口在他們的一生中會聽到一個或多個聲音[3]。許多沒有導致心裡疾病診斷的人，都能聽到獨有的聲音。
- 聲音的來源可以有多種解釋。鼓勵聽聲者對自己的體驗，擁有所有權，並為自己定義。
- 理解和接受自己聽到獨有聲音的過程，可能比持續壓制和迴避，更有助於康復。
- 同儕的支持和合作，是給予聽聲者自主權利，且有利於康復。
- 通過分享生活敘事[41]來建立身份認同。
- 受苦於黑暗聲音的聽聲者，有權利選擇是否接受醫療幫助。

## 現代醫學模型的替代方案
現代醫學採用的心理健康治療模式包含藥品、認知行為療法、電痙攣療法等，以抑制聽到身旁者聽不到的聲音。聽聲運動推行者認為現代醫學不鼓勵聽聲者談論自己的聲音
，因為這些聲音僅被視為精神疾病的症狀。
相對於現代醫學，接近聽聲鼓勵聽聲者聆聽朋輩談自己聲音體驗，協助聽聲者回溯找尋自己可能的聽聲原因，逐步與聲音和解，最後與聲音共處，有機會認同新的自己，開啟新型態的生活。

## 應對聲音的方法
除了吃藥，該運動在各地發起的支援小組，也建議了應付聲音的方法：
- 自我提示，不接受聲音作出的指令，直接指出它的不對。
- 輕鬆面對與聲音做朋友，與它共處。
- 和朋友聊天，分散注意。
- 與聲音約定，下班以後有空時才與它討論。
- 從心態上去習慣聲音的出現，讓內心平靜、輕鬆開心。
- 訂立生活目標、主動認識新朋友，讓自己活得豐盛快樂。
- 參加社區或線上網路支持團體，與其他聽聲者互動，聽聽別人的聽聲體驗，或是分享自己的聽聲故事。[27][20][21]